# Axel Müller-Schöll
Axel Müller-Schöll (* 1960 in Stuttgart) ist ein deutscher Architekt, Innenarchitekt, Designer und Hochschullehrer.

## Leben
Nach dem Besuch des humanistischen Gymnasiums und einem ausgedehnten Praktikum in einer Dorfschlosserei in Pont-l’Abbé (Bretagne) bewarb sich Axel Müller-Schöll an der Staatlichen Akademie der Bildenden Künste Stuttgart für Innenarchitektur und Möbeldesign und wurde Student der Professoren Klaus Franz, Robert Haussmann, Heinz Mohl und Arno Votteler. An der Università degli Studi di Firenze studierte er Architektur bei Adolfo Natalini, in dessen Studio (Natalini Architetti) er auch arbeitete.
Während dieser Zeit in Florenz gründete er sein eigenes Büro, das Studio Paretaia – benannt nach der Casa Colonica, in der er während dieser Zeit wohnte. Mit kleineren Umbauten und zahlreichen Wettbewerbsteilnahmen professionalisierte sich das Studio sukzessive und siedelte 1989 nach Stuttgart um, wo er es heute zusammen mit seiner Frau Susanne führt und sich mit Architektur, Innenausbauten, Ausstellungskonzepten, Möbeldesign und der Beratung von Unternehmen beschäftigt.
Mit der Rückkehr nach Stuttgart nahm er eine Assistenz an der Staatlichen Akademie der Bildenden Künste Stuttgart an der Fachgruppe Architektur und Design bei Arno Votteler an und konzipierte mit ihm zusammen am heutigen Weißenhof-Institut mehrere Ausstellungs- und Publikationsprojekte. Nach Gastprofessuren an der École Nationale supérieure des Beaux-Arts de Lyon und Academie of Art and Design Peking wurde Axel Müller-Schöll 1994 als Professor für Entwerfen, Innenarchitektur und Ausbaukonstruktion an die Burg Giebichenstein Kunsthochschule Halle berufen.
1999 gründete er im Fachbereich Design das idea... Institut (Institute for interior design, environment and architecture), das unter seiner Leitung experimentelle und vor allem interdisziplinäre Projekte betreibt, den gestalterischen Nachwuchs fördert und zu übergeordneten Fragen der Gestaltung und den Potenzialen von Räumen publiziert. Von 2002 bis 2006 war Axel Müller-Schöll Dekan des Fachbereichs Design und von 2010 bis 2014 leitete er die Burg Giebichenstein Kunsthochschule Halle als deren Rektor.
Er lebt und arbeitet in Stuttgart, Fiesole und in Halle (Saale).
Axel Müller-Schöll ist der Sohn von Albrecht Müller-Schöll.

## Werk (Auswahl)
- Architektur / Innenarchitektur
  - Künstlerische Leitung für Globana Village (Re-Design, Vision und Konzepte für das Mitteldeutsche Modezentrum, Airport Hotel und Forum) Leipzig/Schkeuditz
  - Farbkonzeption für die Werkshallen des BMW-Werk Leipzig (Intuitive Orientierung mittels Farbe)
  - Hauptgeschäftsstelle des Diakonischen Werks der EKD in Stuttgart (Umbau und „Neuinterpretation“ eines Verwaltungsgebäudes aus den 1960er Jahren)
  - Haus für zwölf Gäste in Wiechs a. Randen (Neubau in denkmalgeschützter Umgebung)
  - Umnutzung des ehemaligen Trafogebäudes im UNESCO-Weltkulturerbe Völklinger Hütte in Völklingen zum Eingangsgebäude und Museumsshop
  - Haus P. in Stuttgart (Umbau und „Dynamisierung“ eines Altbaus)
  - Bibliothek und Atelier in Stuttgart (Anbau und „Neuinterpretation“ eines Gebäudes aus den 1930er Jahren)

- Ausstellungsarchitektur
  - Die Sächsische Nacht, 14.000 Jahre Geschichte in Sachsen im Museum für Vor- und Frühgeschichte, Sachsen, Japanisches Palais zu Dresden
  - GaraGe, Industrie- und Handwerkmuseum, Technologiezentrum und Gründerzentrum für Jugendliche, Leipzig/Plagwitz
  - Das Doppelte und mehr, Beitrag der Bundesrepublik Deutschland zur XIX. Esposizione Internazionale della Triennale di Milano 1995

- Produktdesign
  - Altera, Corporate Safe-Programm, Format-Tresorbau
  - Prouvé, Massivholz-Tisch-Programm Prouvé, Holzmanufaktur Stuttgart
  - Siestina, Recamiere Draenert, 1992 (im Besitz des Landesmuseum Baden-Württemberg)
  - Favorite, Tablettisch, Ausstellungsbeitrag 1997 (im Besitz des Institut für Auslandsbeziehungen)

## Publikationen
- Ausbau und dergleichen. Werkbericht, dt/engl. av-edition Stuttgart 2020, ISBN 978-3-89986-337-6.
- Die Burg und BMW. In: Moderne in der Werkstatt. Ausstellungskatalog des Kunstmuseums Moritzburg Halle (Saale), 2015, ISBN 978-3-86105-100-8.
- „Passt schon“. Architecture parlante – spricht Architektur auch Dialekt? In: Matthias Götz, Maike Fraas (Hrsg.): Vom Fehler. Schwabe Verlag, Basel 2015, ISBN 978-3-7965-3419-5.
- (Her-) Ausstellen! in: Rudolf Schricker (Hrsg.): Ausgezeichnete Innenarchitektur Callwey, München 2014, ISBN 978-3-7667-2120-4.
- MANUskript / Essentials für den Alltag von Innenarchitekten und Designern. 2., erweiterte und überarbeitete Auflage. Birkhäuser Verlag, Basel/Boston/Berlin 2010, ISBN 978-3-0346-0598-4.
- MANUscript / Essentials for the Everyday Use of Interior Architects and Designers. 2., erweiterte und überarbeitete Auflage. Birkhäuser Verlag, Basel/Boston/Berlin 2010, ISBN 978-3-7643-7820-2.
- mit Michael Krohn: Formfächer / Formguide. (idea...Institut/Burg Giebichenstein) av-edition, Stuttgart 2010, ISBN 978-3-89986-121-1.
- The colours are a-changin. In: Cumulus Working Papers Saint-Etienne. Kyriiri Oy, Helsinki 2009, ISBN 978-951-558-289-8.
- Wo sich die Pioniere treffen. In: ach. Ansichten zur Architektur Nr. 38. Institut für Öffentliche Bauten, Universität Stuttgart, 2009.
- Von Äpfeln, Birnen und anderen gefühlten Vergleichen. In: Matthias Götz (Hrsg.): Villa Paragone/Ausstellen. Schwabe Verlag, Basel 2008, ISBN 978-3-7965-2421-9.
- mit Hermann Weber (Hrsg.): Heimat.  idea... Institut der Burg Giebichenstein, Halle 2004, ISBN 3-86019-043-1.
- Heimat Yurt. Goethe-Institut. Ankara 2004.
- Mein kleiner Planet. étapes:95/avril, Paris 2003.
- Die Farbe des Schatten. In: Matthias Götz (Hrsg.): Schatten, Schatten / Der Schatten-das älteste Medium der Welt. Schwabe Verlag, Basel 2003, ISBN 3-7965-2016-2.
- Zwischen Tür und Angler. In: Dietmar Danner (Hrsg.): Einverleibt. Alexander Koch Verlag, Stuttgart 2003.
- mit Axel Kufus: smart services – better railing. Publikation der Bauhaus-Universität Weimar, des idea... Institutes an der Burg Giebichenstein HKD Halle und der Deutschen Bahn AG, 2002.
- Auf familiären Spuren. In: Stephan Isphording: Einfamilienhäuser umbauen und erweitern. Callwey, München 2001, ISBN 3-7667-1465-1.